# Rhodospatha monsalveae
Rhodospatha monsalveae är en kallaväxtart som beskrevs av Thomas Bernard Croat och D.C.Bay. Rhodospatha monsalveae ingår i släktet Rhodospatha och familjen kallaväxter. Inga underarter finns listade.